# 美国俄亥俄南区联邦地区法院
美国俄亥俄南区联邦地区法院 （引用时缩写为S.D. Ohio）是美国94个、俄亥俄州2个联邦地区法院之一。该法院审理后的案件需上诉至第六巡回法院，专利及《塔克法案》相关的案件需上诉至联邦巡回区法院。